# آرامستان ارامنه تهران (بوراستان)
آرامستان ارامنه تهران یا آرامستان بوراستان (ارمنی: Թեհրանի Նոր Բուրաստան գերեզմանատուն) یکی از گورستان‌های مرتبط با کلیسای حواری ارمنی، در شهر تهران است که در سال ۱۹۷۴ میلادی برابر با ۱۳۵۳ شمسی بنا شده‌است. آرامستان بوراستان تنها گورستان دایر ارامنه در تهران است و دارای چاپلی (کلیسای کوچک) به نام «استپانوس مقدس» است.

## برخی از مدفونان سرشناس
- شهید زوریک مرادیان
- هایک هوسپیان مهر
- کلارا آبکار
- برگرونی بغوسیان
- ساموئل خاچیکیان
- آلنوش طریان
- لیلیت تریان
- سرژ آواکیان
- هرایر خالاتیان
- ایرن زازیانس با نام هنری ایرن
- ژانت د. لازاریان
- کارو لوکاس
- امانوئل ملیک اصلانیان
- واروژ هاخباندیان با نام هنری واروژان
- وارطان هوانسیان
- آرمان هوسپیان با نام هنری آرمان
- آلبرت میناسیان با نام ادبی آلمین
- گارنیک یادگاریان
- لوون هفتوان
- سلما کویومجیان
- سرژیک تیموریان
- میشا گیراگوسیان

## قطعه شهدای ارمنی گریگوری
نوشتارهای اصلی: شهدای نظامی
نوشتارهای اصلی: شهدای غیرنظامی

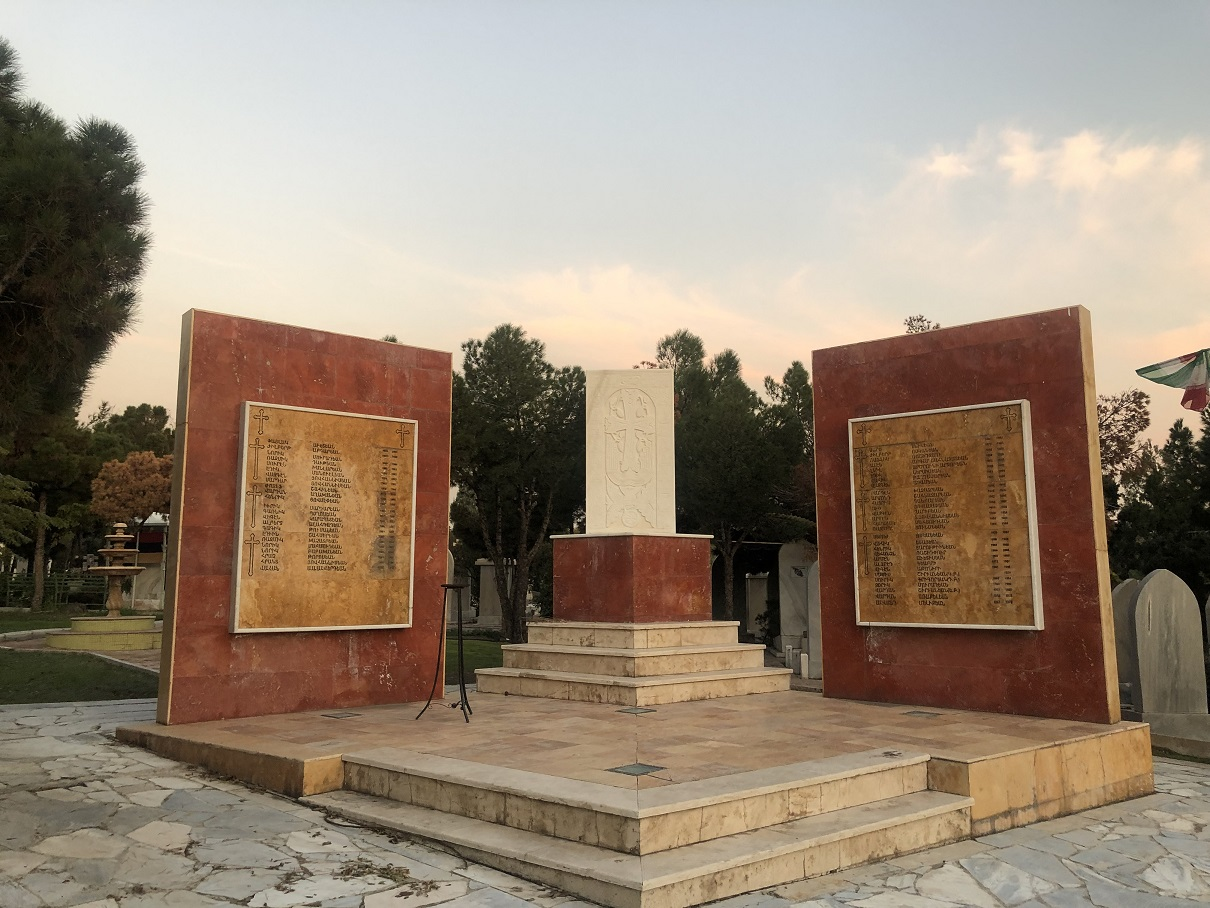
یادبود شهدای جنگ ایران و عراق

۷۶ شهید ارمنی جنگ ایران و عراق در این قطعه دفن هستند.